# Imadegawa Sanetada
Imadegawa Sanetada (今出川 実尹, também pronunciado como Sanemasa. 1316 - 1342) foi um kuge (nobre da corte japonesa) do final do período Kamakura e início do Período Nanboku-chō da História do Japão. Foi filho de Kanesue e segundo líder do ramo Imadegawa do Clã Fujiwara.

## Histórico
Em 1322, aos 6 anos de idade, Sanetada foi instruído nos acordes secretos de Biwa da família. Em 1328 entra na corte durante o reinado do Imperador Go-Daigo e é classificado como jusanmi (funcionário da corte de terceiro escalão júnior), sendo nomeado Sakonoechūjō (Comandante da Ala Esquerda) do Konoefu (Guarda do Palácio). Em 1331 é nomeado Chūnagon. Em 1334 recebe as funções de Nakamiya Gonsuke (Assistente da Imperatriz) da Príncesa Imperial Junshi (esposa do Imperador Go-Daigo e filha do Imperador Go-Fushimi). Durante esse período foi o Diretor do Gagakuryō (Academia Japonesa de Musica). Em 1337 com o falecimento da Príncesa Junshi perde as funções de Nakamiya Gonsuke. Em 1339 Sanetada é nomeado Dainagon. Posto que ocupa até sua morte em 1342. A morte precoce afirmam foi devida a profunda tristeza e melancolia ocorrida após a morte de seu pai.
| Precedido por Imadegawa Kanesue | -- 2º Líder dos Imadegawa Fujiwara (1338-1343) | Sucedido por Imadegawa Kinnao |